# Michail Koezmin

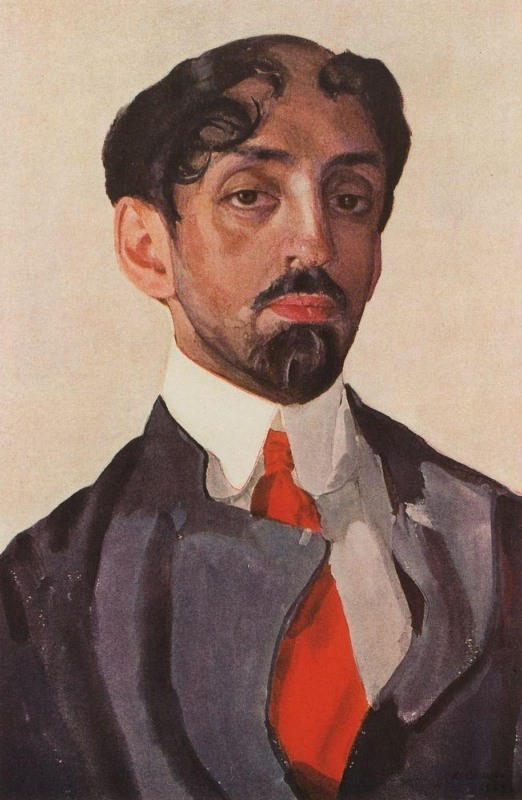
Michail Koezmin. Portret (1909) door de symbolistische schilder Konstantin Somov

Michail Aleksejevitsj Koezmin (Russisch: Михаил Алексеевич Кузмин) (Jaroslavl, 18 oktober 1875 – Leningrad, 3 maart 1936) was een Russisch schrijver, dichter en componist. Daarnaast was hij criticus en vertaler.

## Leven en werk
Koezmin stamde uit een adellijke familie en studeerde aan het conservatorium van Sint-Petersburg, onder andere bij  Rimski-Korsakov. Als componist wist hij echter niet echt naam te maken. 
Pas op zijn drieëndertigste publiceerde hij zijn eerste werk als schrijver. Koezmin behoorde aanvankelijk tot de symbolisten en wordt gerekend tot de ‘zilveren’ generatie van de Russische literatuur. Hij was de enige Russische schrijver die in zijn tijd openlijk voor zijn homoseksualiteit uitkwam. Zijn korte roman “Op vleugels” (1906), die zich afspeelt in de zwoele Jugendstilsfeer van Sint-Petersburg, veroorzaakte deswege een schandaal. Koezmin werd ook "de Peterburgse Oscar Wilde" genoemd.
In 1910 publiceerde Koezmin in het acmeïstische tijdschrift ‘Apollon’ het manifest “Over de schone klaarheid”, waarin hij aangaf terug te willen keren naar de klassieke verzen van bijvoorbeeld Aleksandr Poesjkin. Hij eist van de dichter duidelijkheid, logica en adequate vormen en objecten. Zelf noemt hij dit ‘klarisme’. Koezmins poëzie is doordrongen van een rituele religiositeit en een erotische sensualiteit.
Na 1929 werd zijn werk in Rusland niet meer herdrukt. Zes jaar later stierf Koezmin op 61-jarige leeftijd in grote armoede.

## Gedicht

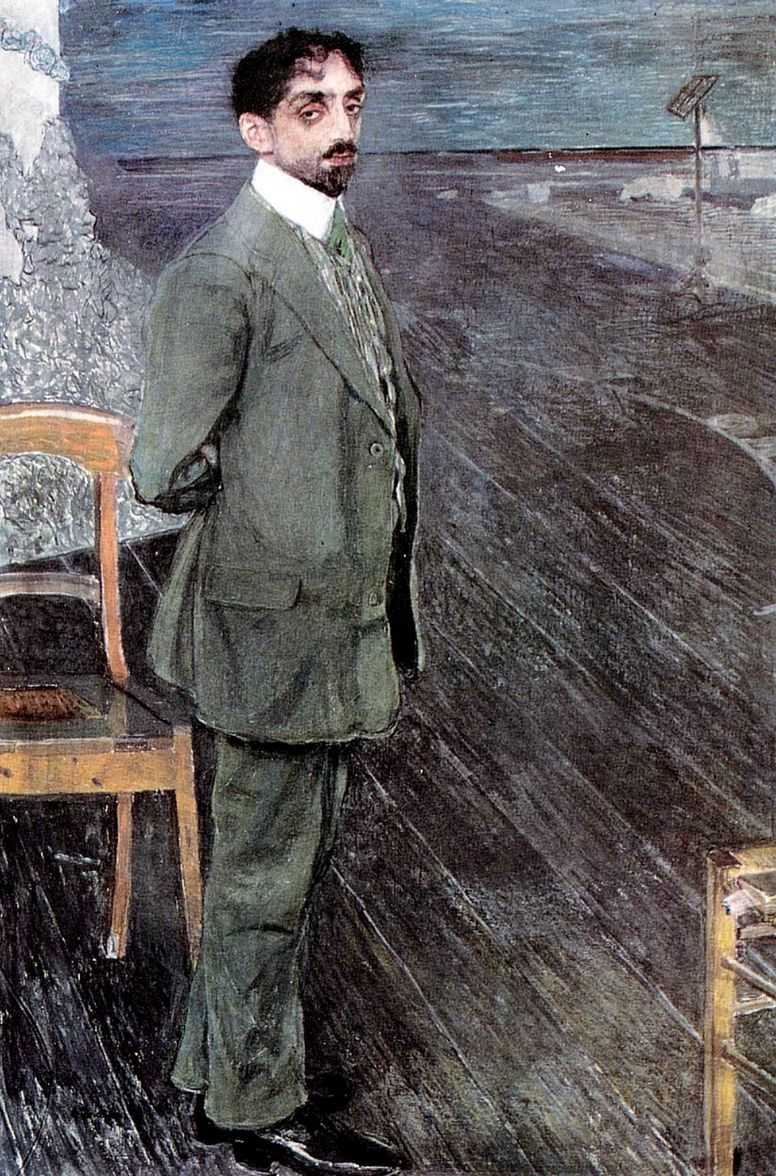
Koezmin, door Aleksandr Golovin, 1910

Een loomheid doet weken verloren raken,

Het vluchtig moment wordt door zorgen vertraagd,-

Maar het hart is een bouwer, geen doodskistenmaker:

Een timmerman is het, die bidt en die zaagt.

Vrolijk zal hij een lusthuis bouwen,

Blanke planken - geen koud graniet.

Al denken wij dat we niet vertrouwen:

Ons hart gelooft, behoedt ons, ontziet.
(vertaling Anne Stoffel)

## Werk (selectie)
- Istoriia rystsaria de Alessio, (1905), toneel
- Krilya (Op vleugels), 1906, roman
- Alexandrische gezangen, 1906, gedichten
- De Avonturen van Aime Leboeuf, (1907), roman
- Het wonderbare leven van Josef Balsamo graaf Cagliostro, (1910), roman
- Speeluur der liefde (1910), gedichten

## Vertalingen in het Nederlands
- Michail Koezmin, Op vleugels (Amsterdam: De Arbeiderspers, 1984; vert. Kristien Warmenhoven)
- Michail Koezmin, Alexandrijnse gezangen ('s-Gravenhage: Statenhofpers, 2021 [Saldencahiers; nr. 5; opl. 100 genummerde ex.; vert. en nawoord Jan Paul Hinrichs)
- Michail Koezmin, Dagboek 1934 ('s-Gravenhage: Statenhofpers, 2022 (Saldencahiers; nr. 9; opl. 100 genummerde ex.; keuze, vert. en nawoord van Jan Paul Hinrichs)